# The Wonderful Ice Cream Suit
Pour plus de détails, voir Fiche technique et Distribution.
The Wonderful Ice Cream Suit est un film américain réalisé par Stuart Gordon et sorti en 1998. Il s'agit d'une adaptation de la pièce Théâtre pour demain... et après (1973, The Wonderful Ice-Cream Suit) de Ray Bradbury, qui signe lui-même le scénario.

## Synopsis
Un homme trouve un costume magique qui peut exaucer ses vœux.

## Fiche technique
- Titre original : The Wonderful Ice Cream Suit
- Réalisation : Stuart Gordon
- Scénario : Ray Bradbury, d'après sa pièce de théâtre
- Musique : Mader
- Photographie : Mac Ahlberg
- Montage : Andy Horvitch
- Production : Roy Edward Disney et Stuart Gordon
- Société de production : Touchstone Pictures et Walt Disney Pictures
- Pays de production :  États-Unis
- Genre : Comédie, fantastique
- Durée : 77 minutes
- Dates de sortie : 
  - États-Unis : 23 janvier 1998

## Distribution
- Joe Mantegna : Gomez
- Esai Morales : Dominguez
- Edward James Olmos : Vamanos
- Clifton Collins Jr. : Martinez
- Gregory Sierra : Villanazul
- Liz Torres : Ruby Escadrillo
- Mike Moroff : Toro
- Lisa Vidal : Ramona
- Mercedes Ortega : Celia Obregon
- Howard Morris : Leo
- Sid Caesar : Sid Zellman

## Distinctions
Le film a reçu le prix de la mise en scène au Fantafestival. Il a également été présenté au festival Fantasporto et a reçu une nomination aux Annie Awards.